# Taquipnea
La taquipnea (del griego ταχύς "rápido" y πνεῦμα "respiración") consiste en un aumento de la frecuencia respiratoria por encima de los valores normales (>20 inspiraciones por minuto).
En las personas adultas en reposo, cualquier frecuencia respiratoria entre 12 y 20 respiraciones por minuto es normal y la taquipnea se indica con una frecuencia superior a 20 respiraciones por minuto. Los niños tienen tasas respiratorias de descanso significativamente más altas, que disminuyen rápidamente durante los primeros tres años de vida y luego se mantienen constantes hasta alrededor de los 18 años. La taquipnea puede ser un signo clínico temprano de neumonía en niños.

## Distinción de otros términos respiratorios
Diferentes fuentes producen diferentes clasificaciones para los términos de respiración.
Algunos describen la taquipnea como cualquier respiración rápida. La hiperventilación se describe entonces como un aumento de la ventilación de los alvéolos (que puede ocurrir a través del aumento de la frecuencia o profundidad de la respiración, o de ambos) donde hay un aumento más pequeño del dióxido de carbono metabólico en relación con este aumento de la ventilación. La hiperpnea, por otra parte, se define como la respiración más rápida y profunda que la respiración en reposo.
Otros dan otra clasificación: la taquipnea es como cualquier respiración rápida, la hiperventilación es el aumento de la frecuencia respiratoria en reposo, la hiperpnea es un aumento de la respiración que es adecuadamente proporcional a un aumento en la frecuencia metabólica.
Un tercer paradigma es: la taquipnea es la respiración anormalmente rápida (aunque algunos argumentan que es inexacta porque la inhalación rápida difiere de la respiración), la hiperventilación es el aumento de la frecuencia o profundidad de la respiración a niveles anormales causando niveles reducidos de dióxido de carbono en la sangre y la hiperpnea es cualquier aumento en la frecuencia o profundidad respiratoria que no es normal.

## Causas
La taquipnea es causada por varias condiciones respiratorias o cardíacas, en estas se incluyen alergias leves, asma o el esfuerzo físico. Se produce por una falta de oxígeno al sistema respiratorio o la incapacidad de transportar suficiente oxígeno al corazón. También se produce por enfermedades graves que afectan a la respiración y que generalmente son mortales. Igualmente la taquipnea es producida por enfermedades pulmonares como la enfisema.